# クリケット (ダーツ)

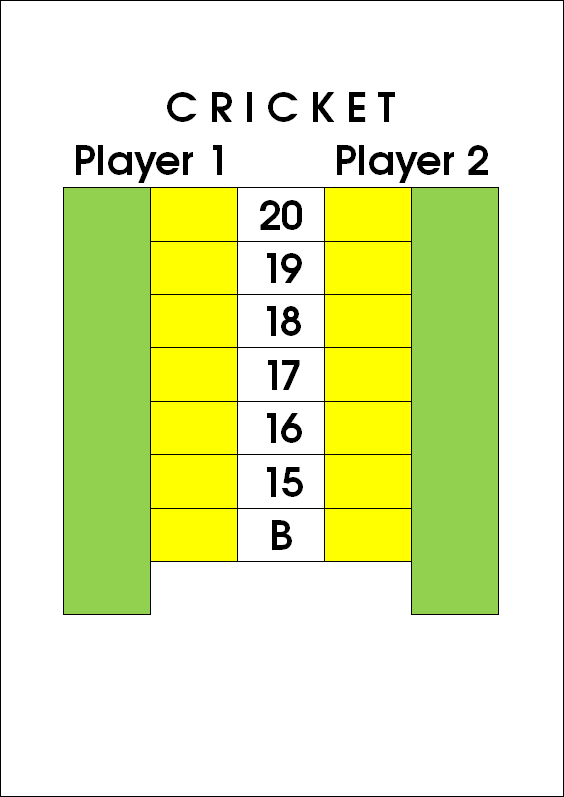
クリケットのスコアカード

クリケット（英: Cricket）は、ダーツのゲームのひとつである。チェイス（英: Chase）、ミッキーマウス（英: Mickey Mouse）という別名があるほか、The Gameと呼ばれることもある。

## 概要
クリケットとは2人以上で行う陣取りゲームである。
ダーツにおけるクリケットゲームは、公式競技として行われる01ゲームとともに、頻繁にプレイされるゲームのひとつである。

### ソフト・ティップ・ダーツでの状況
ソフト・ティップ・ダーツでは、01ゲームとともに公式競技になっており、ほとんどの試合で01ゲームとクリケットの両方を組み込んでいる。
クリケットのみで試合を行うトーナメントもある。

### スティール・ティップ・ダーツでの状況
スティール・ティップ・ダーツでも、特にアメリカ合衆国では盛んである。
合衆国のダーツ団体であるアメリカン・ダーツ・オーガニゼイション (ADO) が開催するイベントでは、１試合で01とクリケットを両方行うと言う形ではなく、01形式とクリケット形式それぞれに分けてトーナメントが行われている場合が多い。
参加人数については、クリケット形式が、01形式をしばしば上回っている。
一方、イギリスの団体であるプロフェッショナル・ダーツ・コーポレイション (PDC) やブリティッシュ・ダーツ・オーガナイゼイション (BDO) が開催するトーナメントは、両形式を行うという習慣はないが、PDCが、合衆国で開催していたイヴェントであるラスベガス・デザート・クラシックでは、クリケット形式のトーナメントも開催された年もある。
また、2010年、PDCは、合衆国でワールド・クリケット・チャンピオンシップを開始した。

## ルール
ダーツのクリケットゲームは様々なバリエーションが存在する。このセクションで記す最も一般的なクリケットゲームでは、得点に関係するターゲットナンバーは15から20の数字とブルだけである。それ以外のナンバーは得点に関係しない。
各プレイヤーは1ラウンドにつき3本ずつダーツを投げる。プレイヤーがターゲットナンバーのエリアに3本のダーツ（トリプルは3本、ダブルは2本に換算される）を入れた時点でそのナンバーを自身の陣地として確保することができる（オープン）。オープンしたプレイヤーは、自分の陣地となったナンバーに更にダーツを入れる（プッシュ）ことで、各ナンバーの数字分の得点を得ることができる（例えば「20」をオープンした場合、以後「20」に1本入れるごとに20点が加算される）。ただし、オープンされたナンバーのエリアに相手プレイヤーも3本分のダーツを入れるとそのナンバーは無効となり（クローズ）、以後はそのナンバーにダーツを入れても得点を得ることはできない。先にオープンしたプレイヤーだけがそのナンバーから得点を得られるので、基本的に後攻は先攻よりも得点の低いナンバーからしか得点できない展開となることが多く、先攻が有利となる。
最も高い得点を保持して全てのナンバーを確保したプレイヤーの勝利となる。また、ラウンド制限（通常15または20ラウンド）が存在する場合は、最終ラウンドが終わった時点で最も得点の高いプレイヤーの勝利となる。なお、ルールによっては、ゲーム途中に200点以上の点差がついた場合、リードした側はそれ以上得点できなくなる（これをオーバー・キルと言う）。
スコアカードの記入方法は、1本目を入れた時に「／」と記入し、2本目を入れた時には「＼」を書き加えて「×」とし、3本目を入れた時には重ねて「○」を書き加える。

## バリエーション

### カット・スロート
カット・スロート（英: Cut Throat）は、3人以上でプレイするために得点計算を変更したバリエーションである。ルールは一般的なクリケットと同一である。
一般的なクリケットでは、得点計算はプッシュした時に自身に加算されるが、カット・スロート・ゲームにおいてはプッシュしたエリアをクローズしていない他のプレーヤー全員に加算し、得点が最も低いプレーヤーが勝利するルールとなっている。他複数人のプレーヤーによる得点加算が行われ、全員が確保しない限りエリアは無効にならないため、戦略がより複雑となる。

### ヒドゥン・クリケット
ヒドゥン・クリケット（英: Hidden Cricket）は、一般的なクリケットとルールや勝利条件は全く同一であるが、ターゲットがランダム、かつ、誰かが１本でも入れない限り開示されないというバリエーションである。狙うべきターゲットがわからず運が絡む上、他のプレーヤーがあるエリアをクローズした場合に安易に他のエリアを取りにいけなくなるなど、戦略性が変化する。なお、オープン・ボーナス（英: OPEN BONUS）として、未開示のターゲットに最初の一本を入れて発見したプレーヤーには得点が加算される特別ルールも導入されることがある。

### ランダム・クリケット
ランダム・クリケット（英: Random Cricket）は、一般的なクリケットとルールや勝利条件は全く同一であるが、どのナンバーがターゲットであるのかが変化するバリエーションである。ヒドゥン・クリケットとは違い、どのナンバーがターゲットであるのかは明示されているが、1マークされるまでラウンドごとに変化し続ける。この為、低い数字の時に偶然入ってしまうことがあるなど、戦略性が変化する。なお、ワイルドカード・クリケット（英: Wildcard Cricket）と呼ばれることもある。

### クリケット・カウント・アップ
クリケット・カウント・アップ（英: Cricket Count Up）は、15から20とブルのみを対象にしたカウント・アップである。クリケットの練習として行われる。
ハーフ・イットと同じく、１ラウンドごとに得点対象となるエリアが指定される場合が多く、その場合は20,19,18,17,16,15,ブルの順番に指定され、最後に15~20とブルすべてが対象となる全8ラウンドで競われる。

## 参照・注釈
1. ↑  Calendar and Results ADO
2. ↑  Las Vegas Desert Classic V (2006) PDC
3. ↑  Taylor Is Cricket King! PDC